# Koeficijent
U matematici, koeficijent je množitelj matematičkog izraza, primjerice monoma u polinomu ili redu potencija. Tako je u izrazu 3x2y broj 3 koeficijent koji množi izraz x2y. Ponekad uz varijablu ili član polinoma nije naveden koeficijent. U tom slučaju on iznosi 1.
Ako imamo npr. ax2 + bx + c, a i b su koeficijenti članova polinoma, a c je konstanta.
Općenito može biti element bilo kojeg prstena.
Ovisno o okolnosti dobiva posebno ime kao koeficijent smjera pravca, koeficijent sličnosti, koeficijent proporcionalnosti, binomni koeficijent, itd.